# Сципион дел Феро
Сципион дел Феро (итал. Scipione del Ferro, 6. фебруар 1465, Болоња - 5. новембар 1526, Болоња) био је италијански математичар, познат по томе што први дао метод решавања кубне једначине у сведеној форми. Ипак, тачан његов метод решавања кубне једначине, као и питање да ли тај метод решава све случајеве везане за кубну једначину у тој форми, остао је до данас непознат.

## Биографија

### Детињство
Сципион дел Феро је рођен 6. фебруара 1465. године у Болоњи, северној Италији. Био је син оца Флориана који је радио у штампарској индустрији и мајке Филипе Феро по којој је његова ћерка добила име. Породица Феро је стара породица из Болоње, чији први спомени из градских хроника датирају још од 13. века.
Вероватно је очев рад у штампарској индустрији Сципиону омогућио доступност различитих дела још од свог детињства.

### Образовање и посао
Студирао је на Универзитету у Болоњи, али није познато тачно време завршетка његових студија. Свој рад на том универзитету, као предавач, започео је 1497. године, где се бавио аритметиком и геометријом. Тачан дан запослења се може утврдити на основу потврде коју је добио 23. децембра 1496. године, када му је додељена плата од тадашњих 25 лира. Осим тога, на основу праћења његове плате, која је убрзано расла у периодима након тога (на пример, 1507. године је била 100 лира, а 1510. године већ 150 лира), може се доћи до закључка да је био веома добар и цењен математичар и предавач. Ово потврђује и назив, односно титула "принцепса аритметике и геометрије" који му је додељена, 31. јула 1505. године.
Послом предавача на том универзитету се бавио до краја свог живота. Ипак, треба напоменути да му позиција предавача није била једини посао којим се бавио, јер постоје записи и бројним пословним трансакцијама у Болоњи у којима је учествовао.

### Приватни живот
Због малог броја података, мало се зна о Сципијевом приватном животу. Оно што је познато јесте да је Сципије био ожењен Корнелијом ди Салваторе Пеначи (Cornelia di Salvatore Pennacchi), са којом је имао ћерку Филипу, названу по његовој мајци. Ћерка Филипа се удала за Ханибала Навеа, такође математичара и Феровог наследника на универзитету.
Сципион дел Феро је умро 5. новембра 1526. године у Болоњи.

## Научни рад
Због Ферове тајновитости и одбијања да дели своја размишљања у радовима, данас не постоје сачувани његови писани радови. Уместо објављивања својих идеја, дел Феро је идеје саопштавао само малој одабраној групи његових студената и пријатеља. Узрок овоме може бити чињеница да је то период честих јавних математичких такмичења и изазова која су математичари упућивали једни другима, у која Сципије није желео да учествује.
О његовом научном раду се зна тек непосредно, захваљујући његовом ученику Антонију Мариу Фиору (Antonio Maria Del Fiore) коме је поверио метод решавања кубне једначине, и зету Ханибалу Навеу коме је дао своју свеску са белешкама. Познато је да се бавио различитим проблемима из геометрије и конструкције углова, као и то да је дао одређене доприносе рационализацији разломака који садрже збирове кубова.

### Решавање кубне једначине
Велики проблем кога се Сципио дотакао јесте налажење општег решења кубне једначине. Тражио је решења која ће бити аналогна решења бити решењима квадратне једначине која су позната из времена Вавилонаца. Данас, за квадратну једначину у форми:
{\displaystyle ax^{2}+bx+c=0},
познато је да су решења:
{\displaystyle x_{1}={\frac {-b-{\sqrt {b^{2}-4ac}}}{2a}},x_{2}={\frac {-b+{\sqrt {b^{2}-4ac}}}{2a}}}.
Ипак, у Ферово време, ова решења нису била позната у горенаведеним формама. Постоји неколико разлога за то. Наиме, у периоду до половине 16. века, нула као број није била у употреби у Европи. Исто то важи и за негативне бројеве. Због тога, тадашњи европски математичари нису знали да квадратна једначина поседује два решења.
Све ово је имало за последицу то да кубна једначина коју је Феро решавао, није била у форми:
{\displaystyle ax^{3}+bx^{2}+cx+d=0},
већ је била у сведеној форми која се састоји од два случаја испод:
{\displaystyle x^{3}+mx+=n,x^{3}=mx+n}
где су m и n позитивни коефицијенти. Због недостатка његових писаних радова, остаје непознато који је тачан метод решавања кубне једначине Сципије осмислио.
У његово време, у Болоњи је боравио и Лука Пациоли, тада познати италијански математичар и један од оснивача модерног рачуноводства, који је предавао на универзитету у периоду 1501-1502. године. Лука је познавао Сципија и током тог периода, дискутовао је о тадашњим математичким проблемима са њим. Остаје непознато да ли је Лука имао значајнијег утицаја на Сципија поводом питања решавања кубне једначине. Ипак, оно што је познато јесте да је Лука неколико година пре доласка у Болоњу, 1494. године у Венецији објавио свој уџбеник Summa у коме је, између осталог, тврдио да не постоји формула која би представљала опште решење кубне једначине.
Осим тачног метода решавања, остаје непознато да ли је Сципије решио један или оба случаја сведене кубне једначине у горњој форми. Наиме, на својој самрти, Сципије је метод решавања који је пронашао, поверио свом ученику Антонију Марију Фиору, који је његово решење држао у тајности. Десетак година након Сципијеве смрти, Антоније је одлучио да учествује у такмичењу против италијанског математичара Николо Фонтана Тартаље, а један од циљева је био управо решавање кубне једначине. Тартаља, који је независно од Сципија осмислио свој метод решавања, успео је да пронађе сва решења кубне једначине, док је Антоније пронашао решење за један случај. Због овог догађаја, остало је упитно да ли је Сципије успео да нађе решење само за један случај, или је недостатак познавања његовог метода спречио Антонија да пронађе оба. Ипак, италијански математичар Еторе Бортолоти је на основу открића 1925. године одређених писаних докумената тог периода, претпоставио да је Сципио, заправо и решио оба случаја. Такође, и познати италијански полихистор Ђироламо Кардано је у својој књизи Ars Magna објављеној 1545. године, навео је да је управо Сципије први решио кубну једначину. Осим тога, и други познати италијански математичар, Рафаел Бомбели, је у свом делу Algebra из 1572. године, објавио детаље Феровог рада на овом проблему и за њега навео да је "човек јединствено надарен у овој уметности" мислећи на алгебру.